# 哀しい気分でジョーク
『哀しい気分でジョーク』（かなしいきぶんでジョーク）は、1985年に公開された日本の映画作品。及び同年2月21日に発売されたビートたけしの同名シングル。

## ストーリー
売れっ子タレントの洋は多忙を理由に妻に逃げられ、一人息子・健と暮らしていた。しかしある日、健が「脳腫瘍に冒されて命が長くない」事を知った洋はそれ以降、仕事を減らして息子との時間を作るようになった。懸命に探した脳外科医からも「手術の成功確率は低い」と聞かされ、途方に暮れる洋は周囲の協力を得て、健とともに前妻が暮らすオーストラリアに向かった…。

## キャスト
- 五十嵐洋 - ビートたけし

人気タレント。おちゃらけたキャラがウケて子供から大人まで人気があり、若い女性ファンからも黄色い声援が飛ぶ。しかし私生活では真面目なことを真面目にやるのが苦手で、家庭生活においては不器用な性格。健については愛情を持っているが、上手く愛情表現できずに自分を不甲斐なく思っている。作中では、自身は結婚や家庭生活に向いていないと言っている。健に脳腫瘍が見つかったことで夜遅い仕事や都内以外の仕事、また夜遊びもやめてできるだけ健と過ごすようになる。
- 五十嵐健 - 川辺太一朗

洋の一人息子で10歳。クラシック好きで、自分の部屋でレコードを聴くのが趣味。学校の合唱では指揮者を担当。両親は離婚していて洋も帰ってくるのが夜遅いことが多く、放課後はカギっ子として一人で過ごしている。1人で過ごす時間が多いこともありカレーや朝食などの料理が作れる。親に気を遣いすぎてしまう繊細な性格。作中では、以前から日常的にめまいを起こすようになり、病院で診てもらったところ脳幹部に腫瘍が見つかる。
- 香宮悠子 - 中井貴恵

タレント。洋とラジオ番組のパーソナリティをするなど活躍している。本人は洋に好意を持っており周りからも公然の恋人のように思われている。しかし実際には付き合ってはおらず、洋からは子供扱いされていて異性として見てくれないことに物足りなさを感じている。作中ではほどなくして(健の病気のことは知らずに)、自分がどれだけ好きかを知ってもらうために洋の家で同居するようになった。
- 谷善平 - 柳沢慎吾

洋のマネジャーを担当し、運転手や仕事中の身の回りの世話をこなす。朝食などの料理も作れる。洋からは日常的によく叱られているが、頼りにもされている。思いやりがあり芯がある性格で、六助や病気の健を気遣った上で相手の気持を代弁するように洋に助言する。
- 佐川六助 - 石倉三郎

洋が所属する芸能事務所の社長。健の病気を診てくれる医者を探したり、仕事の減った洋に懸命に仕事を探すなどしている。会社を運営していくため、事務所の看板タレントである洋に対しても金に関してはシビアである。善平によると若いころは、洋とコンビでコントをやっていた芸人とのこと。
- 秋野美枝 - 大谷直子

洋の元妻。洋によると離婚原因は、洋が仕事でのキャラとプライベートの性格に落差がありすぎて、美枝から「外にいる時(仕事中)と家にいる時じゃ違う人みたい。もう耐えられない」と言われたとのこと。離婚後はしばらくは日本にいたが1年ほど前に得意な英語を生かして、働いていた会社のシドニー支社に派遣されて現地で暮らしている。
- ベン・村木 - 原田大二郎

お笑い芸人。「ガヒョーン！」という持ちギャグを持つ。洋とは会えば仲良さそうに挨拶するが、本人がいないところで他の業界人と陰口を叩いたりしている(洋もそういう態度を知っており内心、良く思っていない)。ノリはいいが、派手で軽薄な性格。クイズ番組に出演した際、司会のみなみひろこから「今や笑いの神様」と紹介されている。
- リヨ子 - 木内みどり

洋と偶然出会って酒の勢いで一夜を共にするが、実は男と組んでいる美人局。
- こいずみよしお - 鈴木ヒロミツ

洋と健が出演した芸能人親子のクイズ番組の司会者。
- みなみひろこ - うつみ宮土理

洋と健が出演した芸能人親子のクイズ番組の司会者。
- 小学校教師 - 菅井きん

健のクラス担任。
- 外科医の原口 - 笹野高史

健の手術をしようとするが、手術前の洋への説明のやり取りにおいて言い方や態度が悪く結局、洋に断られた。
- 監督 他二役- 飯島大介

バラエティー番組の監督でパイを顔面に受ける。
ベン・村木と一緒にいる業界人。
- ポール牧、草薙幸二郎、有馬昌彦、南廣他（エンドクレジット）

## 製作
当初報道されていたタイトルは『たった90日のララバイ』だった。ラスト近くで石倉三郎が「悲劇の父、泣き笑い、『90日のララバイ』ってことでなあ」というセリフを言う。『男はつらいよ 寅次郎真実一路』との併映か、洋画系かは分からないが、1985年の正月映画第二弾と報道されていた。ちょうど同じ枠で東映がタモリ主演・野田幸男監督で『いいとも探偵局』という超人気番組の便乗映画を準備し、新世代のお笑い芸人による正月映画対決が期待されたが、タモリ主演映画は中止になった。『たった90日のララバイ』も一旦製作中止と報道されたが、『哀しい気分でジョーク』に改題され、1985年4月に公開された。1984年秋にあった製作発表では、1984年11月末に完成し、1985年2月松竹系でロードショーと発表されていた。

### 撮影
1984年晩秋、オーストラリアシドニーロケからクランクイン。
『映画情報』1984年12月号には「瀬川昌治監督だから、やはり基本的には人情喜劇だ。たけしは『戦場のメリークリスマス』でもコメディアンでない俳優だったし、テレビでも大久保清を演じたことがある（『昭和四十六年 大久保清の犯罪』）。『戦メリ』で毎日映画コンクールの助演男優賞を受けた味が忘れなくて、今度は主演男優賞の挑戦というわけだ。若手の有望監督の作品にでももう一本出れば、その可能性は大だね」などと書かれている。
アメリカのフォークソング「グリーングリーン」が鎌倉市立大船第二小学校（エンドクレジットで表記）と見られる参観日の合唱シーン他、劇中、何度も歌われる。映画の内容もグリーングリーンの日本語詞をヒントに創作したものと考えられる。
シドニーの夕陽をバックに親子で会話するシーンは感動的。オーストラリア以外の日本のシーンは、たけしが忙しかったのか、外ロケのシーンは少なく、自宅設定のマンションや公園以外はあまりなく、東京のメジャーな場所がほとんど映らず、どこでロケをやったか分からない。
後半にたけしが親子クイズ番組に出演した後、「俺は乞食じゃないんだぞ！」というセリフがある。

## 作品の評価
『シティロード』は「ビートたけしと難病映画。世にも似つかわしくなく見えるこの二つがウマ～～くドッキング。さすがにプログラムピクチュアのベテラン瀬川昌治監督の確かな演出力は、全くクサくならずに感動させちゃったりするのだ（中略）たけし版『君は海を見たか』というタッチで話は展開する。何といっても父親がビートたけしみたいなお笑いタレントという設定が効いている。"フマジメ"を"マジ"にやることは出来るけど、"マジ"を"マジ"にやるのは大変だぜというわけだ。難病シーンなどあまり見せず、子供もちゃんと一個の人格として描いている。傍でいいのは中井貴恵。たけしに惚れてる女性タレント役だが、リンゴの皮むきの上手い健気な好演している」などと評している。
『映画年鑑 1986年版』には「ビートたけしの人気だけをたよりにした企画。たけしの面白さはアドリブにあり、台本のある映画にすること自体に無理がある。ましてタダ同然で見られるテレビタレントにどの程度の興行価値があるのか、企画の失敗だ」などと書かれている。

## 同時上映
『時代屋の女房2』
- 出演：古谷一行・名取裕子 / 監督：長尾啓司

## DVD
16,000円

## 主題歌
たけし本人が歌う主題歌のシングル盤は1985年2月21日にビクター音楽産業（現：ビクターエンタテインメント）より発売された。後にアルバム『浅草キッド』（1986年8月15日発売）にも収録されている。
テレビでの歌唱時は前シングル『抱いた腰がチャッチャッチャッ』同様、たけし軍団をバックに歌うたけしの姿が見られた。
シングル収録曲
両曲とも作詞：大津あきら、作曲：大沢誉志幸、編曲：奥慶一。
1. 哀しい気分でジョーク
2. 捨てきれなくて

## 地上波放送履歴
3回目までは日本テレビ系『金曜ロードショー』での放送。4回目はTOKYO MX2で放送。
| 回数  | 放送日        |
| ----- | ------------- |
| 初回  | 1986年1月17日 |
| 2回目 | 1987年7月17日 |
| 3回目 | 1988年1月15日 |
| 4回目 | 2025年4月27日 |